# 카우아이섬
카우아이섬(Kauaʻi)은 면적 1,430.5km2로 오아후섬에 이어 하와이 제도에서 네 번째로 큰 섬이다. 울창한 밀림과 반짝이는 해변의 변화가 풍부하여 세계적인 영화인들과 예술가들이 몰려드는 곳으로 유명하다.

## 지리
하와이 제도에서 2천 8백만년 전 최초의 화산활동으로 생성된 카우아이섬은 수려한 계곡과 하천, 폭포가 장관을 이루면서 다양한 표정과 은둔의 멋이 베어 있는 신비스러운 섬이다. 약 6백만 년전에 화산활동이 멈추면서 오랜 비바람의 풍화작용으로 다듬어진 보석과 같은 카우아이섬에는 해발 1,598m의 거대한 카와이키니산이 섬 중앙에 위치해 있고, 이곳에서 흘러내리는 빗물이 섬을 흐르는 7개의 강에 골고루 충분히 물을 공급하기 때문에 섬 전체가 수목으로 잘 가꾸어져 있다. 그래서 예로부터 정원의 섬으로도 잘 알려진 곳이다.
페이스북의 마크 저커버그가 많은 부동산을 매입한 섬으로 알려져 있다.

## 역사
역사적으로 카우아이는 카메하메하 1세 국왕의 하와이 통일 사업에 끝까지 저항했던 일로도 유명하다. 1810년까지 독립 왕국으로 남아 있었던 카우아이는 카우무알리아 국왕이 전사한 후에는 비로소 하와이의 카메하메하 1세 국왕의 통치하에 들어가게 되었다. 이런 저항의 전통이 남아 현재 섬의 총 면적 중 3%만이 상업과 주거지역으로 개발되고 나머지는 농업용지와 자연보호지역으로 묶이면서 다른 섬에 비해 인간의 손길이 덜 타있기 때문에 신비로운 비원과 같은 느낌을 준다.